# Éric Lévi
Eric Lévi (nacido Eric Jacques Levisalles; París, 1955) es un músico francés más conocido como el cerebro detrás del proyecto musical ERA.
En 1977 fundó la banda de rock Shakin' Street. Más tarde, en 1981, Shakin' Street se disolvió. Luego en su carrera, Eric Lévi escribió la cuenta musical a varias películas, inclusive L'Opération Corned-beef y la comedia Les Visiteurs que fue un éxito internacional y una de las películas más prestigiosas de aquel tiempo en Francia.
El álbum Era en 1996 resultó ser un éxito total, llegando a ser el álbum más exportado desde Francia con un poco más de 6 millones de copias vendidas. Su continuación, Era Volumen 2 fue lanzado en 1999, seguido por The Mass en 2003. La trilogía es caracterizada por una mezcla de rock, dj, y del seudo canto gregoriano que caracteriza a todas las canciones de Era.
Luego, en 2004, publicó una compilación de las mejores canciones de Era, "The Very Best of Era" siendo este el cuarto álbum de dicho proyecto. Existe también The Very Best of Era DVD Bonus que incluye una compilación de los videos de Era
El quinto trabajo de Era, "Reborn" lanzado el 19 de abril de 2008. Este disco resulta ser una verdadera sorpresa para los que estaban familiarizados con el sonido ya definido por esta agrupación, especialmente por presentar notorios cambios en las voces de los intérpretes, entre otros detalles sonoros.